# El hombre con rayos X en los ojos
El hombre con rayos X en los ojos (X) es una película de ciencia ficción de serie B dirigida por Roger Corman y con actuación de Ray Milland. Fue estrenada en el año 1963.

## Argumento
El Dr. Xavier desarrolla unas gotas destinadas a aumentar la gama de la visión humana, lo que permite ver más allá de lo "visible" del espectro en los rayos ultravioletas y de rayos X. Convencido de que los ensayos en animales y voluntarios son en vano, él empieza a probar las gotas en sí mismo. Inicialmente, Xavier descubre que puede ver a través de la ropa de la gente, y utiliza su visión para salvar a una joven cuyo problema médico fue mal diagnosticado.
Con el tiempo y el uso continuo de las gotas, la capacidad visual de Xavier aumenta, pero su capacidad para controlarla disminuye, impidiéndole ver el mundo en términos humanos, solo en las formas de luces y texturas que su cerebro es incapaz de comprender plenamente. Incluso cerrando los ojos puede ver a través de sus párpados.
Su comportamiento se vuelve cada vez más errático, y sus colegas suponen que se está volviendo loco. Después de matar accidentalmente a su amigo oftalmólogo, Xavier se da a la fuga, usando su visión de rayos x para trabajar en un circo y luego para ganar en los juegos de azar en un casino.
Los ojos de Xavier se alteran junto con su visión: en primer lugar se vuelven de color negro y plata, y finalmente negros por completo. Para ocultar su apariencia sorprendente, en todo momento lleva gafas de sol oscuras. 
Al final de la película, Xavier conduce por el desierto y entra en un oficio religioso. Le dice al pastor que está empezando a ver las cosas en los bordes del universo, incluyendo un "ojo que nos ve a todos" en el centro del universo. El pastor le responde que eso que ve es «el pecado y el Diablo», y le declama una cita bíblica: «Si tu ojo te ofende, ¡arráncalo!». Xavier se arranca los ojos para no poder ver nada más.

## Reparto
- Ray Milland - Dr. James Xavier
- Diana Van der Vlis - Dr. Diane Fairfax
- Harold J. Stone - Dr. Sam Brant
- John Hoyt - Dr. Willard Benson
- Don Rickles - Crane

## Final alternativo
En un muy rumoreado final alternativo, el Dr. Xavier se arranca los ojos pero grita, desesperado: «¡Aun puedo ver!». Aunque ese fragmento nunca ha sido encontrado, el director Corman asegura que rodó esa escena.
El escritor estadounidense Stephen King (1947-) cita este final en su ensayo Danza macabra (1981) sobre el terror en el cine.

## Premios
El film ganó el premio Silver Spaceship de 1963 en el Festival Internazionale del Film di Fantascienza, en la ciudad de Trieste (Italia).